# Safaria chelata
Safaria chelata är en tvåvingeart som beskrevs av Richards 1950. Safaria chelata ingår i släktet Safaria och familjen hoppflugor.
Artens utbredningsområde är Kenya. Inga underarter finns listade i Catalogue of Life.